# タイの歴史公園
タイの歴史公園（タイのれきしこうえん）は、タイ王国文部省によって指定される。現在では以下の10か所が指定されており、うち4か所（太字）はユネスコの世界遺産に登録されている。
| 名前                         | 所在地                     | 登録年    | 開園          |
| ---------------------------- | -------------------------- | --------- | ------------- |
| アユタヤ歴史公園             | アユタヤ県                 |           |               |
| カムペーンペット歴史公園     | カムペーンペット県         |           |               |
| ムアンシン歴史公園           | カーンチャナブリー県       | 1987年4月 |               |
| パノムルン歴史公園           | ブリーラム県               | 1935年    | 1988年5月21日 |
| ピマーイ歴史公園             | ナコーンラーチャシーマー県 | 1936年    | 1989年4月21日 |
| プラナコーンキーリー歴史公園 | ペッチャブリー県           |           |               |
| プープラバート歴史公園       | ウドーンターニー県         |           |               |
| シーサッチャナーライ歴史公園 | スコータイ県               |           |               |
| シーテープ歴史公園           | ペッチャブーン県           |           |               |
| スコータイ歴史公園           | スコータイ県               | 1961年    | 1988年7月     |